# Tweede Kamerverkiezingen 1891

Overzicht naar district

De Tweede Kamerverkiezingen 1891 waren algemene Nederlandse verkiezingen voor de Tweede Kamer der Staten-Generaal. Zij vonden plaats op 9 juni 1891.
Nederland was verdeeld in 84 kiesdistricten, waarin 100 leden van de Tweede Kamer gekozen werden. Een kiezer bracht evenveel stemmen uit als er afgevaardigden in zijn kiesdistrict gekozen werden. Om gekozen te worden moest een kandidaat minimaal de districtskiesdrempel behalen.
De verkiezingen werden gehouden voor alle 100 zetels als gevolg van de afloop van de zittingstermijn van de Tweede Kamer die gekozen was bij de verkiezingen van 1888.
In 25 kiesdistricten was een tweede verkiezingsronde benodigd tussen de twee hoogstgeplaatste (niet-direct gekozen) kandidaten uit de eerste ronde vanwege het niet-behalen van de absolute meerderheid. Deze tweede ronde vond plaats op 23 juni 1891.

## Uitslag

### Opkomst
|                  | 1888    | 1888      | 1891    | 1891  |
| # stemmen        | %       | # stemmen | %       |       |
| ---------------- | ------- | --------- | ------- | ----- |
| Kiesgerechtigden | 292.339 |           | 299.519 |       |
| Niet opgekomen   | 53.554  | 18,32     | 84.972  | 28,37 |
| Opkomst          | 238.785 | 81,68     | 214.547 | 71,63 |

### Verkiezingsuitslag
| partij/politieke groep     | 1888   | 1891   | +/− |
| partij/politieke groep     | zetels | zetels | +/− |
| -------------------------- | ------ | ------ | --- |
| Liberale Unie              | 45/44  | 53     | +9  |
| Anti-Revolutionaire Partij | 27     | 20     | −7  |
| bahlmannianen              | 18     | 20     | +2  |
| schaepmannianen            | 8      | 5      | −3  |
| radicaal-liberalen         | -      | 1      | +1  |
| vooruitstrevend liberalen  | -      | 1      | +1  |
| Sociaal-Democratische Bond | 1      | -      | −1  |
| conservatieven             | 1      | -      | −1  |
| vacature                   | 0/1    | 0      | −1  |
| totaal                     | 100    | 100    | 0   |

### Gekozen leden
Bij deze verkiezingen werden 82 leden herkozen, waarvan drie hun benoeming niet aanvaardden vanwege hun toetreding tot het na de verkiezingen gevormde kabinet-Van Tienhoven. Vijf leden hadden aangegeven niet herkiesbaar te zijn, terwijl twaalf aftredende leden verslagen werden.
Onderstaand volgen enkele bijzonderheden:
- in het kiesdistrict Almelo was in eerste instantie Willem Cremers (schaepmannianen) herkozen. Hij besloot echter zijn benoeming niet te aanvaarden.[7] Om in de ontstane vacature te voorzien werd in Almelo een naverkiezing gehouden waarbij Herman Schaepman (schaepmannianen) gekozen werd;

- in het kiesdistrict Amsterdam werd Isaäc Levy (LU) gekozen in de vacature ontstaan door het aftreden van Adriaan Gildemeester (LU) die had aangegeven niet herkiesbaar te zijn. In dit kiesdistrict was tevens in eerste instantie Johannes Tak van Poortvliet (LU) herkozen. Hij besloot echter zijn kandidatuur niet te aanvaarden vanwege zijn benoeming als bewindspersoon in het kabinet-Van Tienhoven. Om in de ontstane vacature te voorzien werd in Amsterdam een naverkiezing gehouden waarbij Willem Vrolik (LU) gekozen werd;

- in het kiesdistrict Arnhem werd Pieter Rink (LU) gekozen in de vacature ontstaan door het aftreden van Willem Rooseboom (LU) die had aangegeven niet herkiesbaar te zijn;

- in het kiesdistrict Bergum versloeg Hubert de Kanter (52,6%, LU) het aftredende lid Luutzen de Vries (47,4%, ARP);

- in het kiesdistrict Eindhoven was in eerste instantie Willem Mutsaers (bahlmannianen) herkozen. Hij was echter tevens gekozen in het kiesdistrict Waalwijk[8] waaraan hij de voorkeur gaf. Om in de ontstane vacature te voorzien werd in Eindhoven een naverkiezing gehouden waarbij Josephus Smits van Oyen (bahlmannianen) gekozen werd;

- in het kiesdistrict Emmen was in eerste instantie Hendrik Smidt (LU) herkozen. Hij besloot echter zijn kandidatuur niet te aanvaarden vanwege zijn benoeming als bewindspersoon in het kabinet-Van Tienhoven. Om in de ontstane vacature te voorzien werd in Emmen een naverkiezing gehouden waarbij Petrus Roessingh (LU) gekozen werd;

- in het kiesdistrict Gouda versloeg Meindert Boogaerdt (50,5%, LU) het aftredende lid Otto van Wassenaer van Catwijck (49,5%, ARP);

- in het kiesdistrict 's-Gravenhage versloegen Jan Conrad (53,6%, LU) en Jacobus Pijnacker Hordijk (51,3%, LU) de aftredende leden Rutger Schimmelpenninck van Nijenhuis (47,1%, conservatieven) en Lodewijk van Kempen (44,5%, ARP);

- in het kiesdistrict Gulpen werd Iwan de Marchant et d'Ansembourg (bahlmannianen) gekozen in de vacature ontstaan door het aftreden van Leonard Ruland (bahlmannianen) die had aangegeven niet herkiesbaar te zijn;

- in het kiesdistrict Hoorn was in eerste instantie Willem van Dedem (LU) herkozen. Hij besloot echter zijn kandidatuur niet te aanvaarden vanwege zijn benoeming als bewindspersoon in het kabinet-Van Tienhoven. Om in de ontstane vacature te voorzien werd in Hoorn een naverkiezing gehouden waarbij Petrus Ferf (LU) gekozen werd;

- in het kiesdistrict Kampen werd Maarten Noordtzij (ARP) gekozen in de vacature ontstaan door het overlijden in de vorige zittingsperiode van Titus van Asch van Wijck (ARP);

- in het kiesdistrict Lochem versloeg Egbert Kielstra (54,3%, LU) het aftredende lid Carel Brantsen (45,4%, ARP);

- in het kiesdistrict Middelburg plaatsten Arie Smit (LU) en het aftredende lid Christiaan Lucasse (ARP) zich voor de tweede verkiezingsronde. Smit was echter ook kandidaat in het kiesdistrict Ridderkerk[8], waar hij in de eerste ronde direct gekozen werd. Hij opteerde voor Ridderkerk, als gevolg waarvan de tweede ronde in Middelburg niet gehouden werd. Om in de ontstane vacature te voorzien werd in Middelburg een naverkiezing gehouden waarbij Lucasse alsnog herkozen werd;

- in het kiesdistrict Oostburg versloeg Pieter Hennequin (52,1%, LU) het aftredende lid Nicolaas Glinderman (38,4%, ARP);

- in het kiesdistrict Oosterhout versloeg Isaäc van den Berch van Heemstede (59,4%, bahlmannianen) het aftredende lid Theodorus Borret (39,9%, schaepmannianen);

- in het kiesdistrict Ridderkerk versloeg Arie Smit (50,5%, LU) het aftredende lid Theo Heemskerk (48,5%, ARP);

- in het kiesdistrict Schoterland was in eerste instantie Willem Treub (54,8%, radicaal-liberalen) gekozen die het aftredende lid Ferdinand Domela Nieuwenhuis (45,2%, SDB) versloeg. Treub besloot echter zijn benoeming niet te aanvaarden. Om in de ontstane vacature te voorzien werd in Schoterland een naverkiezing gehouden waarbij Hendrik Pyttersen (44,7%,LU) gekozen werd. Bij deze naverkiezing werd Domela Nieuwenhuis (12,0%) wederom verslagen;

- in het kiesdistrict Utrecht werd Hendrik van Beuningen (LU) gekozen in de vacature ontstaan door het aftreden van August Seyffardt (LU) die had aangegeven niet herkiesbaar te zijn;

- in het kiesdistrict Veendam was in eerste instantie Hendrik Goeman Borgesius (LU) herkozen. Hij was echter tevens gekozen in het kiesdistrict Zutphen[8] waaraan hij de voorkeur gaf. Om in de ontstane vacature te voorzien werd in Veendam een naverkiezing gehouden waarbij Adriaan Poelman (vooruitstrevende liberalen) gekozen werd;

- in het kiesdistrict Waalwijk versloeg Willem Mutsaers (53,1%, bahlmannianen) het aftredende lid Antonius Vos de Wael (46,6%, schaepmannianen);

- in het kiesdistrict Wijk bij Duurstede versloeg Willem de Beaufort (50,3%, LU) het aftredende lid Herman Schaepman (49,7%, schaepmannianen);

- in het kiesdistrict Winschoten versloeg Boelo Tijdens (59,9%, radicaal-liberalen) het aftredende lid Derk de Ruiter Zijlker (40,1%, LU);

- in het kiesdistrict Wolvega werd Wesselius Houwing (LU) gekozen in de vacature ontstaan door het aftreden van Ruurd Okma (ARP) die had aangegeven niet herkiesbaar te zijn;

- in het kiesdistrict Zutphen versloeg Hendrik Goeman Borgesius (52,2%, LU) het aftredende lid Derck Engelberts (46,1%, ARP).

De zittingsperiode van de Tweede Kamer ging in op 15 september 1891 en eindigde op 20 maart 1894. De zittingstermijn van Tweede Kamerleden bedroeg vier jaar.

## Formatie
Gezien de verkiezingsuitslag moest er een liberale formateur komen. Emma van Waldeck-Pyrmont was kort tevoren regentes geworden. Hoewel het voor de hand lag om Tak van Poortvliet, de leider van de liberalen, aan te wijzen, koos Emma voor het liberale lid van de Eerste Kamer Van Tienhoven, naar wordt aangenomen omdat zij Van Tienhoven kende. In het liberale kabinet dat door Van Tienhoven geformeerd werd zou Tak van Poortvliet wel de feitelijke aanvoerder zijn.